# Ситник Микита Володимирович
Микита Володимирович Ситник (1995—2022) — старший лейтенант Збройних Сил України, учасник російсько-української війни, що загинув у ході російського вторгнення в Україну в 2022 році.

## Життєпис
Микита Ситник народився 4 березня 1995 року в Харкові. У півторарічному віці він втратив матір і батько виховував хлопця самостійно.
Після закінчення загальноосвітньої школи навчався на факультеті іноземних мов Харківського національного університету імені В. Н. Каразіна. Потім служив офіцером-психологом Житомирського міського центру соціальних служб.
З початком повномасштабного російського вторгнення в Україну перебував на передовій. Десантник розвідувального батальйону Микита Ситник загинув 3 квітня 2022 року внаслідок авіаудару по командно-спостережному посту ЗСУ в Житомирській області під час виконання бойового завдання. Чин прощання відбувся 6 квітня 2022 року в Житомирі. Поховали загиблого у Житомирі на Смолянському військовому кладовищі.

## Нагороди

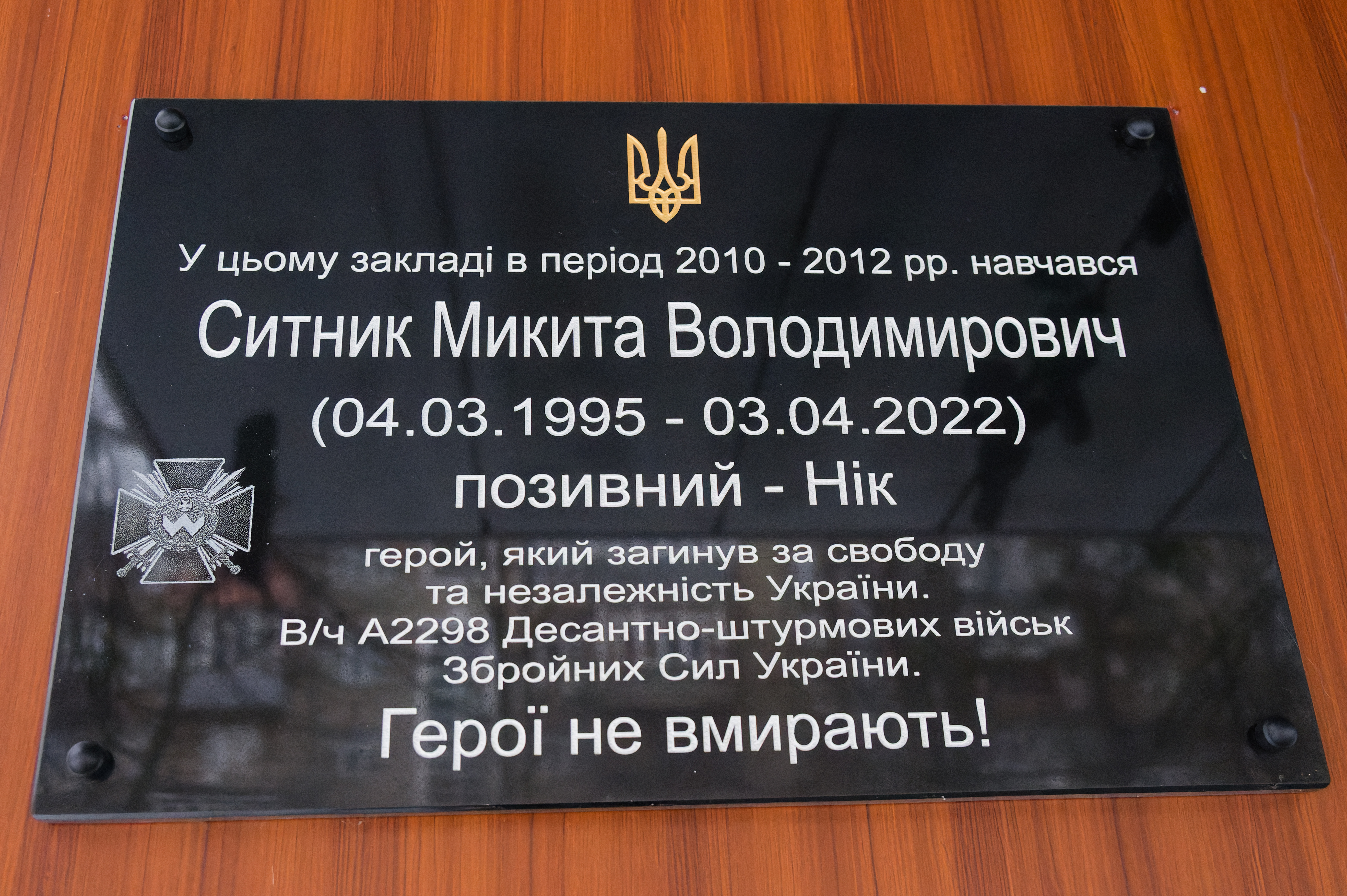
Меморіальна дошка, присвячена Микиті Ситнику, на фасаді школи № 131 в Харкові.

- Орден Богдана Хмельницького III ступеня (2022, посмертно) — за особисту мужність і самовіддані дії, виявлені у захисті державного суверенітету та територіальної цілісності України, вірність військовій присязі[4].